# Node-B
Node-B är UMTS-standardens namn på dess radiobasstationer inom mobiltelefoni. Motsvarar en Base Transceiver Station (BTS) i GSM.